# Orchard Grass Hills
Orchard Grass Hills és una població dels Estats Units a l'estat de Kentucky. Segons el cens del 2000 tenia 1.031 habitants.

## Demografia
Segons el cens del 2000, Orchard Grass Hills tenia 1.031 habitants, 330 habitatges, i 279 famílies. La densitat de població era de 1.170,8 habitants/km².
Dels 330 habitatges en un 51,8% hi vivien nens de menys de 18 anys, en un 70,9% hi vivien parelles casades, en un 10% dones solteres, i en un 15,2% no eren unitats familiars. En el 10,9% dels habitatges hi vivien persones soles el 0,6% de les quals corresponia a persones de 65 anys o més que vivien soles. El nombre mitjà de persones vivint en cada habitatge era de 3,12 i el nombre mitjà de persones que vivien en cada família era de 3,39.
Per edats la població es repartia de la següent manera: un 35% tenia menys de 18 anys, un 6,5% entre 18 i 24, un 38,5% entre 25 i 44, un 18,6% de 45 a 60 i un 1,4% 65 anys o més.
L'edat mediana era de 30 anys. Per cada 100 dones de 18 o més anys hi havia 98,8 homes.
La renda mediana per habitatge era de 63.824 $ i la renda mediana per família de 64.625 $. Els homes tenien una renda mediana de 41.190 $ mentre que les dones 26.836 $. La renda per capita de la població era de 21.965 $. Entorn de l'1,5% de les famílies i el 2,5% de la població estaven per davall del llindar de pobresa.

## Poblacions més properes
El següent diagrama mostra les poblacions més properes.